# Below the Belt (Danko Jones)
Below the Belt è il quinto album in studio del gruppo rock canadese Danko Jones, pubblicato nel 2010.

## Tracce
1. I Think Bad Thoughts – 3:31
2. Active Volcanoes – 3:35
3. Tonight Is Fine – 4:20
4. Magic Snake – 3:19
5. Had Enough – 3:42
6. (I Can't Handle) Moderation – 3:03
7. Full of Regret – 3:57
8. The Sore Loser – 2:59
9. Like Dynamite – 3:14
10. Apology Accepted – 3:29
11. I Wanna Break Up with You – 4:55
12. Guest List Blues (bonus track) – 3:20
13. Rock N Roll Proletariat (bonus track) – 3:37